# Набережночелнинский элеватор
Набережночелнинский элеватор (тат. Яр Чаллы элеваторы) — старейшее городское предприятие в Набережных Челнах, занимается закупкой зерна, его продажей, переработкой и хранением.
Является единственным сохранившимся в городе памятником промышленной архитектуры. В 2002 году Набережночелнинский элеватор был включён в государственный охранный реестр местного значения.

## История
Начиная с 1887 года Мензелинское уездное земство неоднократно обсуждало вопрос о строительстве элеватора ёмкостью в 1 млн. 300 тыс. пудов при Челнинской пристани. Однако строительство данного объекта требовало вложения огромных денежных средств, которых у земства на тот момент не было. Неоднократные попытки обращения за ссудой в центральные органы власти заканчивались неудачами.
В 1910 году к обсуждению и решению вопроса о строительстве элеваторов в России активно подключили Государственный банк. В его структуре был создан отдел зернохранилищ. Элеваторы предполагалось строить преимущественно на железнодорожных станциях и при пристанях, являвшихся крупными центрами хлебной торговли. Страна была разделена на районы согласно имевшимся отделениям Госбанка. Строительство Набережночелнинского элеватора было отнесено к ведению Симбирско-Пензенского района. Элеватор при пристани Набережные Челны вошёл в программу первоочередного строительства. Его ёмкость была определена в 2 млн пудов, а приемная способность — в 8 тыс. пудов ржи в час. Смета на строительство в размере 1580700 рублей была утверждена на заседании Совета Госбанка 20 ноября 1914 года.

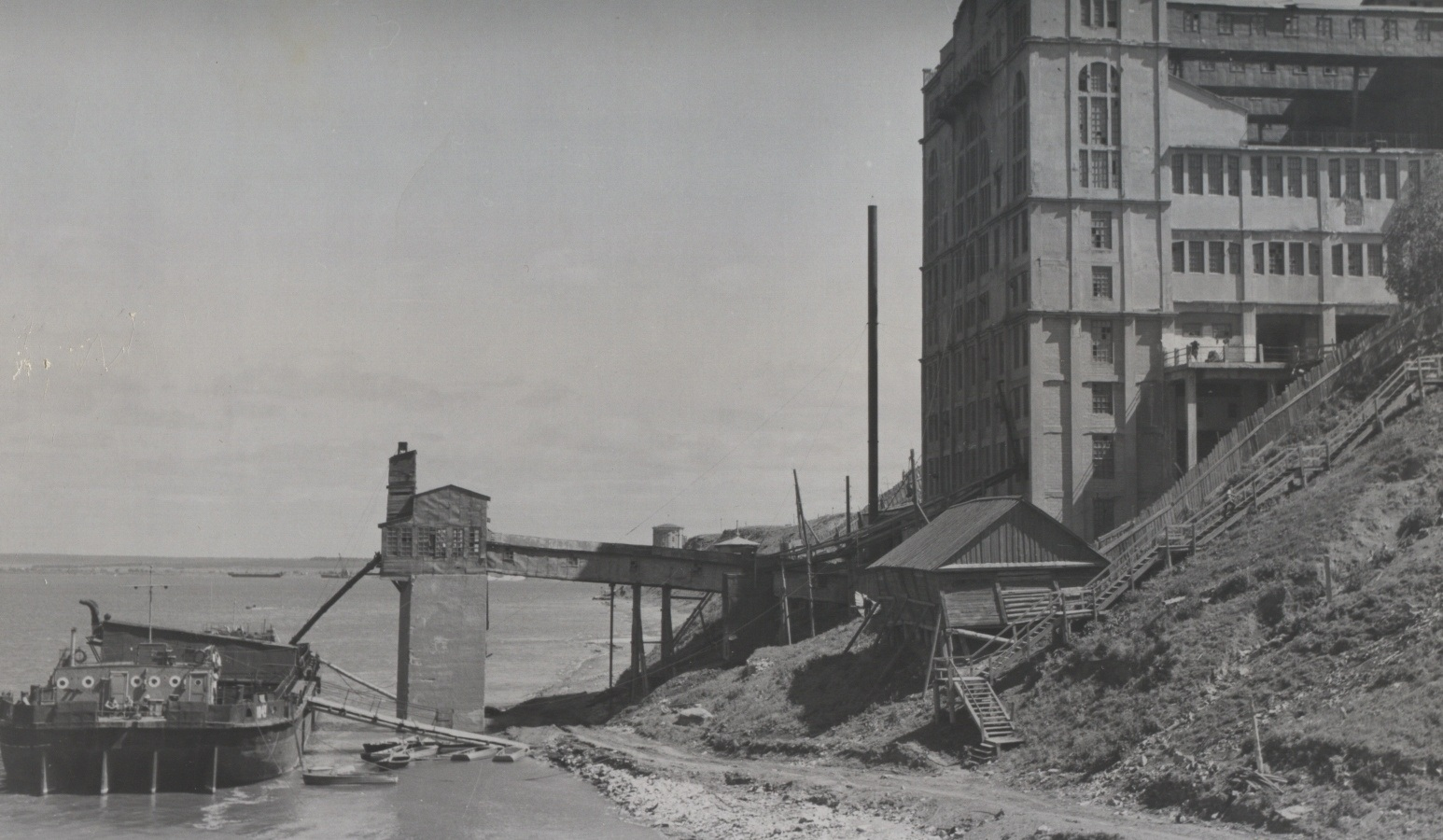
Элеватор в первые годы работы (1919 год)

Весной 1914 года был решен вопрос о приобретении участка земли. В это время же начались работы по выемке котлована под главное здание. На строительство элеватора было привлечено большое количество людей. В 1915 году на стройку было привлечено порядка 150 военнопленных. Поставка стройматериалов и работы на основных объектах элеватора выполнялись подрядчиками — как местными, так и из других городов России. Оборудование и механизмы для элеватора закупались на конкурсной основе у разных поставщиков. При этом предпочтение отдавалось отечественным производителям.
Строительство элеватора внесло много изменений в жизнь Набережных Челнов, являвшихся на тот момент времени торговым селом. Прежде всего наращивали производственные мощности промышленные предприятия, возникшие в Челнах перед началом стройки: якорно-металлический завод Каткова и «Лесопильно-стружечный и мукомольный завод Стахеевых». Рядом с элеватором появилось коммунальное жилье, обеспеченное всеми удобствами для специалистов элеватора.
Спустя 4 года с момента начала строительства, в сентябре 1917 года была начата эксплуатация Набережночелнинского элеватора.
Челнинский элеватор из 111 построенных элеваторов в России стал третьим по объёмам зернохранилищ (2 млн пудов), уступая Самарскому (3,4 млн.) и морскому Новороссийскому (3,0 млн.).
На протяжении почти вековой истории название элеватора неоднократно менялось: с 1917 года предприятие именовалось «Челнинский речной элеватор», с 1934 года — отделение Заготзерна, с 1957 года «Набережночелнинский элеватор Росглавзерна», с 1982 года — «Набережночелнинский элеватор хлебопродуктов», с 1987 года — «Набережночелнинский элеватор».
В 2006 году — на элеваторе был открыт «Музей камского хлеба», для которого было выделено здание бывшей конторы предприятия. Открытие было приурочено к 90-летию элеватора.

## Современное состояние

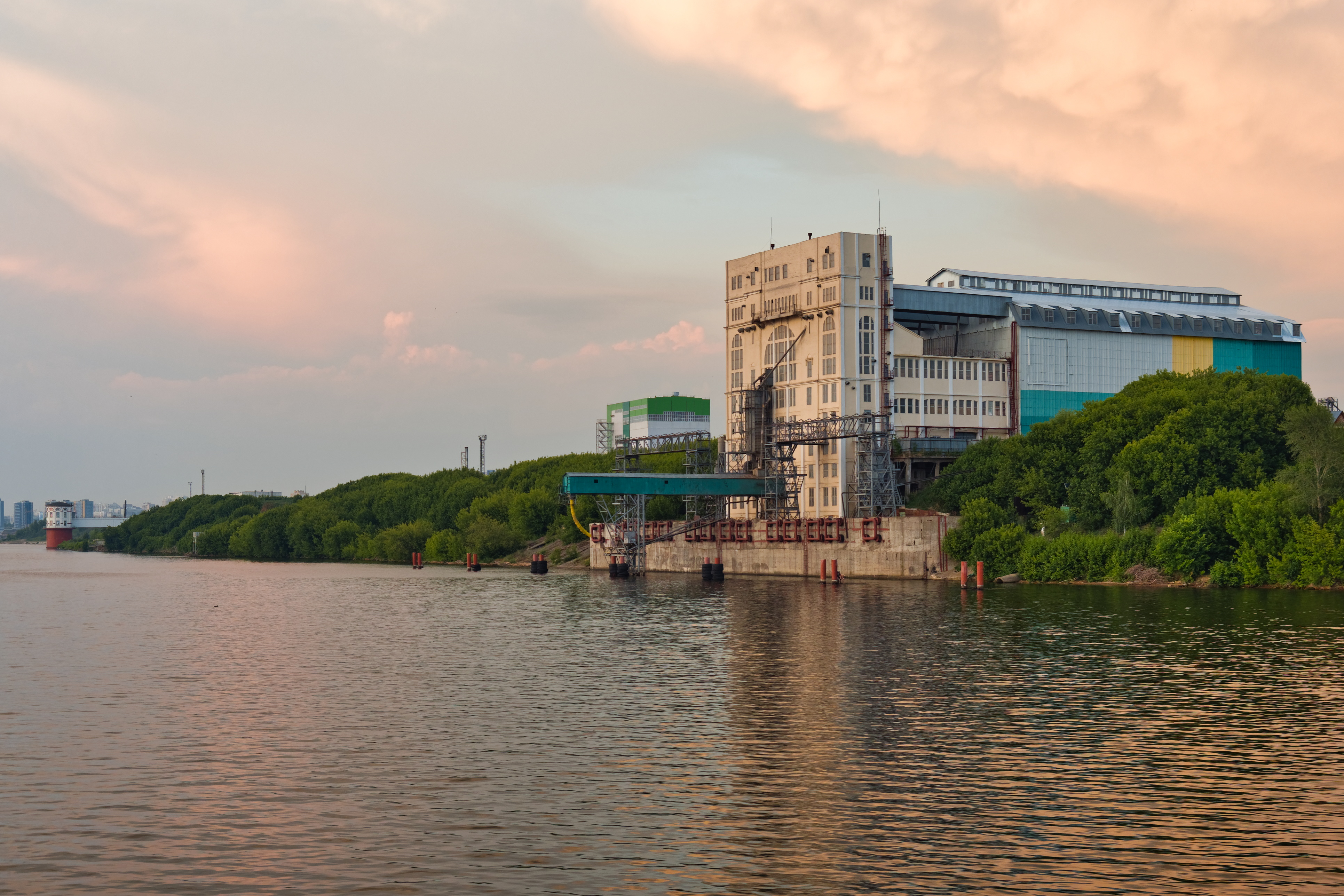
Вид на элеватор с реки Кама (2021 год)

В 2000-х годах — элеватор вошёл в состав холдинга «Агросила». Современный «Набережночелнинский элеватор» является комбинированным хозяйством, включающим в себя: 23 складов для хранения зерна на 85000 тон в год, В 2007 году открыт цех по производству комбикормов производительностью 720 тонн в сутки. В апреле 2014 года запущен в эксплуатацию цех по производству комбикормов № 2, производительностью 960 тонн в сутки.

## Руководство
- М. В. Дивавин (1920—1926 годы)
- Сорокин (1934—1935 годы)
- Казаев (1935—1939 годы)
- А. И. Тужилин (1940—1942 годы)
- Скрябин (1942 год)
- Н. И. Федотов (1942—1946 годы)
- А. Ф. Романов (1946—1947 годы)
- А. М. Забродин (1947—1948 годы)
- A.M. Антонов (1948—1949 годы)
- И. П. Коперский (1950—1951 годы)
- Г. И. Стыскин (1952—1959 годы)
- Н. К. Курдеков (1959—1969 годы)
- Г. Н. Закиров (1969—1990 годы)
- И. И. Шайхутдинов (1991—1997 годы)
- В. Г. Хазеев (1997—2004 годы)
- Ф. Т. Газетдинов (2004—2007 год)
- И. И. Шайхутдинов (с 2007 года).

## Местонахождение
- Юридический адрес: Республика Татарстан, Тукаевский район, поселок Элеваторная Гора, улица Элеваторская, дом 18.

- Почтовый адрес: 423801, Республика Татарстан, город Набережные Челны, улица Элеваторская, дом 18.

## Фотогалерея
Вид на элеватор с Камы (2008 год):
|  |  |  |  |  |
|  |  |  |  |  |